# جیسون کندی (بازیکن فوتبال)
جیسون کندی (انگلیسی: Jason Kennedy؛ زادهٔ ۱۱ سپتامبر ۱۹۸۶ بازیکن فوتبال اهل بریتانیا است.
از باشگاه‌هایی که در آن بازی کرده است می‌توان به باشگاه فوتبال لیوینگستون، باشگاه فوتبال کارلایل یونایتد، باشگاه فوتبال دارلینگتون، باشگاه فوتبال میدلزبرو، باشگاه فوتبال روچدیل، باشگاه فوتبال برادفورد سیتی، باشگاه فوتبال بری، و باشگاه فوتبال بوستون یونایتد اشاره کرد.